# Ружиці (Зґерський повіт)
Ружиці (пол. Różyce) — село в Польщі, у гміні Паженчев Зґерського повіту Лодзинського воєводства.
Населення — 156 осіб (2011).
У 1975-1998 роках село належало до Лодзинського воєводства.

## Демографія
Демографічна структура станом на 31 березня 2011 року:
|          | Загалом | Допрацездатний вік | Працездатний вік | Постпрацездатний вік |
| -------- | ------- | ------------------ | ---------------- | -------------------- |
| Чоловіки | 72      | 14                 | 49               | 9                    |
| Жінки    | 84      | 17                 | 46               | 21                   |
| Разом    | 156     | 31                 | 95               | 30                   |